# Melanagromyza metallica
Melanagromyza metallica är en tvåvingeart som först beskrevs av Thomson 1869.  Melanagromyza metallica ingår i släktet Melanagromyza och familjen minerarflugor. Inga underarter finns listade i Catalogue of Life.